# Villarejo de Fuentes
Villarejo de Fuentes es un municipio español de la provincia de Cuenca, en la comunidad autónoma de Castilla-La Mancha. Tiene una población de 400 habitantes (INE 2024).

## Geografía
El municipio tiene un área de 128,28 km², una elevación media de 862 m sobre el nivel del mar, una población de 418 habitantes y una densidad de población de 4,05 hab./km². El clima es mediterráneo continentalizado, con inviernos fríos (con numerosos días de  heladas) y veranos calurosos, donde la oscilación térmica es acusada. Asimismo, las precipitaciones suelen ser escasas, concentrándose en otoño y primavera.

## Historia
En sus orígenes, Villarejo de Fuentes fue llamado Fuentes y se encontraba situado junto al río Záncara, a 6 km de su ubicación actual. Además se vio favorecido por pertenecer al Marquesado de Villena. Gracias al convento colegio de novicios de jesuitas, fundado a finales del siglo XVI, Villarejo se convierte en una de las villas más importantes de la comarca.
A mediados del siglo XIX, la villa tenía contabilizada una población de 2641 habitantes. Aparece descrita en el decimosexto volumen del Diccionario geográfico-estadístico-histórico de España y sus posesiones de Ultramar de Pascual Madoz de la siguiente manera:

VILLAREJO DE FUENTES: v. con ayunt. en la prov. y dióc. de Cuenca (9 leg.), part. jud. de Belmonte (4), aud. terr. de Albacete (17), y c. g, de Castilla la Nueva (Madrid 18), sit. hacia el SO. de la prov.; el centro de la pobl. sobre una pequeña llanura y la parte de N. y S. en eminencias de poca consideracion: el clima es frio por reinar el viento N. y alguna vez el NE. y poco propenso á enfermedades. Consta de 517 casas de mediana construccion, inclusa la de ayunt. cuyo piso bajo sirve de cárcel: hay escuelas de primeras letras, á la de niños concurren 60 y su maestro tiene de dotacion 2,200 rs.: á la de niñas asisten 20, que pagan á la maestra módicamente: para surtido de los vec. tiene 2 fuentes una dentro de la v. de aguas salobres y otra de dulces fuera: la igl. parr. (Santa Maria Magdalena) es cab. de la Abadia titulada de Ntra. Sra. de Fuentes, que comprende los pueblos de Montalbo, Hito, Almonacid del Marquesado, Fuente del Espino de Haro, Alconchel, Villar de Cañas, Villares del Saz, Zafra, Congosto y este pueblo: hay 2 erm. la de Ntra. Sra. de la Soledad en la pobl. y la de Ntra. Sra. de las Fuentes al E. y distante 1 leg. en la ribera der. del Zancara. El térm. confina por N. con el de Montalvo; E. Villar de Cañas; S. Fuente del Espino y O. Puebla de Almenara: en su jurisd. hay un desp. titulado San Blas de Abornoz á 1 leg. de dist. su terreno es bastante productivo en su mayor parte rubial destinado á la siembra de cereales, á escepcion de una pequeña porcion que está plantada de viñas y olivos, y al S. un poco de monte de encina y pino: por el E. y S. del térm. cruza el r. Zancara, el que se une al Gigüela: los caminos son locales y malos: la correspondencia se recibe de la estafeta de Montalvo: prod.: trigo, cebada, centeno, vino y aceite, aunque en corta cantidad; se cria ganado lanar, caza de liebres, conejos y perdices en abundancia. ind.: la agrícola, 4 molinos harineros, 3 de agua y 1 de viento, y otro de aceite; hay tejedores, sastres, zapateros, herreros y demas oficios indispensables. pobl.: 664 vec., 2,641 alm. cap. prod.: 6.241,280 rs. imp: 312,064: el presupuesto municipal asciende á 14,400 y se cubre con el prod. de las fincas de propíos, que consisten en 3 hornos de pan cocer, una deh. y un censo enfiteútico.
(Madoz, 1850, p. 260)

El pueblo no experimentó combates significativos durante la guerra civil española, manteniéndose en la zona republicana hasta el final del conflicto.

## Demografía
Villarejo de Fuentes cuenta con una población de 400 habitantes (INE 2024).
| Gráfica de evolución demográfica de Villarejo de Fuentes entre 1842 y 2021                                          |
| |
| Población de derecho según los censos de población del INE Población de hecho según los censos de población del INE |

La población de Villarejo de Fuentes ha ido disminuyendo a lo largo de las décadas. A partir de 1950 la población alcanzó su máximo, sobrepasando los 2000 habitantes, convirtiéndolo en uno de los más poblados de la comarca. Sin embargo, Villarejo comenzó su declive en la década de 1960, cuando sus ciudadanos, al no disponer de posibilidades de empleo en el municipio, emigraron principalmente a Cuenca, Madrid, la Comunidad Valenciana y Cataluña.
Hoy en día, Villarejo de Fuentes cuenta con poco menos de 500 habitantes, unos 300 habitantes menos que en 1996, de los que una amplia mayoría superan los 65 años. No obstante, en la última década se produjo una llegada continuada de inmigrantes, sobre todo de Rumanía y Marruecos (10 % del total del municipio), atraídos por las expectativas en la construcción. Actualmente, la crisis económica ha obligado a muchos de ellos a volver a emigrar.

## Economía
La mayor parte de la población se dedica a la agricultura, de la que destaca el cereal y girasol. También hay presencia de ganadería ovina, aunque en acelerado declive. En cuanto al sector industrial, existen una fábrica de quesos, una planta de fabricación y envasado de aceite de oliva, una empresa dedicada a la elaboración de puertas y ventanas, una finca con el nombre La Aceñuela que produce Quesos, vinos, aceite, entre otros negocios.

## Fiestas
Este pueblo tiene dos fiestas señaladas en su calendario: 
- El Cristo de los Pastores, cuya fecha de celebración es el domingo de Pentecostés, 50 días después del Domingo de Resurrección. La fiesta abarca, generalmente, de viernes a martes o miércoles. Durante los últimos años, la madrugada del viernes al sábado acoge un tradicional encierro de vacas/novillos que se repite el sábado a media tarde. El domingo, los villarejeños marchan en procesión con la imagen del Cristo, asentándolo en la Plaza Mayor donde se realiza la tradicional subasta, donde se adquieren productos gastronómicos y decorativos (como jarras y platos con motivos diversos). El lunes, el Cristo marcha acompañado de la Virgen de Fuentes, patrona del municipio, realizándose una segunda y última subasta. El martes, el pueblo degusta de caldereta de vaca que todos pueden disfrutar. Otras actividades incluyen juegos infantiles, juegos populares, actividades deportivas, misas y eventos religiosos. Además, diversos grupos musicales actúan las noches del viernes, sábado, domingo, lunes y martes.
- La festividad de la Virgen de Fuentes (del 5 al 8 de septiembre), cuyo día grande es el 8. Como es tradición, la patrona de la Virgen de Fuentes es llevada en romería desde el pueblo hasta la Ermita de Fuentes, situada en el antiguo emplazamiento del pueblo. Una vez allí, se celebra misa y una comida con familiares o amigos.

## Banda de música
La Asociación Musical Nuestra Señora de Fuentes se creó el 5 de febrero de 1986. En enero de 1987 se compraron los instrumentos y el 19 de marzo de 1989 hizo su presentación oficial bajo la dirección de Jaime Charco Izquierdo. Desde entonces, sus actuaciones han recorrido la geografía castellanomanchega. En Cuenca, su presencia en la Semana Santa suele ser muy habitual, así como en otros barrios y municipios conquenses.